# Bosques xéricos de Paropamisus
La ecorregión de bosques xéricos de Paropamisus (WWF ID: PA1322) cubre la porción noreste de Afganistán al norte de la cordillera central y las montañas del Hindú Kush. El nombre deriva de la antigua denominación persa de la región: Parupraesanna («Más allá del Hindú Kush»). Si bien hay bosques de dosel bajo en el noreste de la ecorregión, la mayor parte del territorio es desierto o matorral xerófilo (vegetación adaptadas para la vida en un medio seco).

## Localización
La ecorregión se extiende a lo largo de 1100 kilómetros a lo largo del norte de Afganistán, desde la ciudad de Herat en el oeste hasta el corredor de Waján en el este. El territorio está en la vertiente norte de las montañas del centro de Afganistán y el Hindú Kush. Al norte está la ecorregión semidesierto de Badghyz Karabil, al sur están las ecorregiones de las praderas alpinas de Ghorat-Hazarajat y las praderas alpinas del Hindú Kush.
El terreno es extremadamente accidentado: las elevaciones van desde los 371 metros hasta los 5592 metros (18 346,5 pies).

## Clima
El clima característico de la ecorregión es un clima semiárido frío (clasificación climática de Köppen (BSk)). Este clima es característico de los climas esteparios intermedios entre los climas húmedos del desierto, y normalmente las precipitaciones están por encima de la evapotranspiración. Al menos un mes promedia menos de 0 °C (32,0 °F).

## Flora y fauna
Más del 80 % de la flora presente en la ecorregión está formada por arbustos secos. Otro 8 % se dedica a la agricultura (principalmente a lo largo de los valles fluviales) y otro 8 % es vegetación escasa o suelo desnudo. La vegetación más común es el espino, Ziziphus y Acacia. Hay áreas de bosque en el noreste de la ecorregión en la provincia de Badajshán, con almendros silvestres, pistachos, sauces y espino amarillo.
En cuanto a la fauna, no hay vertebrados endémicos, pero las áreas aisladas albergan una amplia variedad de especies no endémicas amenazadas y en peligro de extinción, incluido el casi amenazado argalí (Ovis ammon), la vulnerable gacela persa (Gazella subgutturosa), el en peligro de extinción onagro (Equus hemionus), la casi amenazada comadreja de montaña (Mustela altaica) y el casi amenazado gato de las arenas (Felis margarita).

## Áreas protegidas
Menos del 1 % de la extensión de la ecorregión está oficialmente protegida.  La única aérea protegida que se encuentra en la región es:
- Reserva natural de Dashti-Jum (Tayikistán)